# Sju brudar, sju bröder
Sju brudar, sju bröder (engelska: Seven Brides for Seven Brothers) är en amerikansk musikalfilm från 1954 i regi av Stanley Donen. Med musik av Saul Chaplin och Gene de Paul, samt texter av Johnny Mercer. Filmen är baserad på novellen "The Sobbin' Women" av Stephen Vincent Benét, som i sin tur baserades på legenden om Sabinskornas bortrövande. I huvudrollerna ses Jane Powell och Howard Keel.
År 2004 valdes filmen ut för att bevaras i National Film Registry av USA:s kongressbibliotek då den anses vara ”kulturellt, historiskt eller estetiskt betydelsefull”.

## Rollista i urval
Bröderna och deras brudar: 
- Howard Keel – Adam och Jane Powell – Milly
- Jeff Richards – Benjamin och Julie Newmar – Dorcas
- Matt Mattox – Caleb och Ruta Kilmonis – Ruth
- Marc Platt – Daniel och Norma Doggett – Martha
- Jacques d'Amboise – Ephraim och Virginia Gibson – Liza
- Tommy Rall – Frank och Betty Carr – Sarah
- Russ Tamblyn – Gideon och Nancy Kilgas – Alice

## Musiknummer i filmen i urval
- "Bless Your Beautiful Hide" – Howard Keel (Adam)
- "Wonderful, Wonderful Day" – Jane Powell (Milly)
- "Goin' Courtin'" – Milly & bröderna
- "Sobbin' Women" – Adam & bröderna
- "June Bride'" – brudarna
- "Spring, Spring, Spring'" – bröderna & brudarna